# Ascites
A hasvízkór (ascites) a hasüregben kóros mennyiségben felgyülemlő folyadék. Az ascites mindkét nemnél, életkortól függetlenül előfordulhat. Egészséges, normális esetben a peritoneális térben mindössze 50-75 ml folyadék van jelen. Az ascites átlátszó, tiszta, chylosus vagy véres lehet. Lehet transsudatum (fehérjetartalom < 25 g/l) vagy exsudatum (fehérjetartalom ˃ 30 g/l).
Mennyiségétől függően az ascites lehet tünetmentes, de sok esetben okozhat panaszokat. A kiváltó betegség okozta panaszokon túl az ascites miatt tapasztalható hasfeszülés, a has elődomborodása, teltség és étvágytalanság érzet is. Ascites hatására a hasfal kifeszül, a bőr pedig elvékonyodik, a köldök kidomborodik vagy elsimul. Ha hosszabb ideig áll fenn jelentős mennyiségű ascites, akkor gyakran jelentkezhet hasfali sérv. A hasfali sérv egyrészt a természetes predilekciós helyeken, másrészt a korábbi hasi műtétek helyén jelentkezhet.
Az ascites klinikai tüneteit az alapbetegség tünetei komplikálhatják. A chirrosis jellegzetességei közé tartozik a gynecomastia, csillagnaevusok, erythema palmare és egyéb stigmák. Malignus betegséget jelentős fogyás, icterus vagy akár láz kísérheti. Egyes helyzetekben veseelégtelenség (hepatorenalis szindróma) alakulhat ki, vagy hepatopulmonalis szindróma, mellűri folyadék, nehézlégzéssel. Abban az esetben, ha az addig amúgy egyensúlyban lévő asciteses májcirrhosisos beteg állapota romlik, hypotoniás, lázas, oliguriássá válik, vagy encephalopathiás tünetek ütik fel a fejüket, akkor spontán bakteriális peritonitis lehetőségére is érdemes gondolni. A folyadékgyülem tünetei sorozatos kórházi lecsapolással vagy tartós katéter beültetésével enyhíthetők.